# Фицджеральд, Кэйтлин
Кэ́йтлин Фицдже́ральд (англ. Caitlin Fitzgerald; род. 26 августа 1983, Камден, Мэн) — американская актриса

 театра, кино и телевидения, кинорежиссёр

, сценарист, кинопродюсер и фотомодель.

## Ранние годы
Кэйтлин Фицджеральд родилась 25 августа 1983 года в Кэмдене (штат Мэн, США). Её отец, Дес Фитцджеральд, американец ирландского происхождения, бывший генеральный директор подразделения «ContiSea» транснациональной корпорации «ContiGroup» и основатель «Ducktrap River Fish Farm Inc.». Её мать, Пэм Аллен (род. 1949), дизайнер трикотажа, писательница, редактор журнала о вязании и основательница компании по производству пряжи Quince & Co, наиболее известная как автор книги «Вязание для чайников». Фицджеральд была моделью в нескольких книгах матери и большинстве выпусках журнала «Interweave Knits», когда её мать была в нём главным редактором в начале 2000-х годов. Её дед по отцовской линии, Десмонд Фицджеральд (1910—1967), был заместителем директора ЦРУ при президентстве Джона Ф. Кеннеди, а бабушка по отцовской линии, Барбара Грин Фицджеральд (1919—1973), — актрисой. Её тетя — Фрэнсис Фицджеральд (род. 1940), журналистка, писательница и историк, лауреат Пулитцеровской премии. У Фицджеральд есть младший брат, Райан, и два младших единокровных брата, Александр и Купер, от второго брака отца с актрисой Люсиндой МакЛин Зизинг, на которой он женился в 1991 году.
Фитцджеральд впервые проявила интерес к актёрскому мастерству ещё в детстве и выступала во многих общественных театральных и школьных постановках. Она окончила Академию Конкорд в Массачусетсе и Школу искусств Тиш Нью-Йоркского университета, где изучала драму в Актёрской студии Стеллы Адлер, а также изучала Шекспира в Королевской академии драматического искусства в Лондоне.

## Карьера
В 2005 году Фицджеральд дебютировала в кино, сыграв роль Кэтрин Джонсон в короткометражном фильме «Провидец Тесла». В последующие годы она сыграла небольшие роли в фильмах «Штурмуя Вудсток» (2009) и «Простые сложности» (2009), а также появилась в сериалах «Закон и порядок: Специальный корпус» (2008), «Как преуспеть в Америке» (2010) и «Сплетница» (2011).
В 2010 году Фицджеральд исполнила заглавную роль в офф-бродвейской постановке «Гедда Габлер».
В 2012 году Фицджеральд выступила сценаристом и исполнительницей главной роли Чарли МакРилл в независимом фильме «Как вода».
С 2013 по 2016 год Фицджеральд играла роль Либби Мастерс в сериале Showtime «Мастера секса», за которую получила похвалу от критиков. С 2018 по 2019 она играла роль Табиты Хейс в сериале HBO «Наследники».

## Личная жизнь
Во время съёмок в фильме «Человек, который убил Гитлера, а затем Снежного человека» (2018) Фицджеральд познакомилась с актёром Эйданом Тёрнером и они начали встречаться. В августе 2020 года Фицджеральд и Тёрнер поженились. В январе 2022 года у супругов родился сын.

## Театр
| Год  | Название     | Оригинальное название | Роль         | Место проведения | Театр                   |
| ---- | ------------ | --------------------- | ------------ | ---------------- | ----------------------- |
| 2010 | Гедда Габлер | Hedda Gabler          | Гедда Габлер | Офф-Бродвей      | Таунхаус в Ист-Виллидже |

## Фильмография

### Актриса
| Год       |     | Русское название                                         | Оригинальное название                          | Роль                           |
| --------- | --- | -------------------------------------------------------- | ---------------------------------------------- | ------------------------------ |
| 2005      | кор | Провидец Тесла                                           | The Visionary* — (*Tesla)                      | Кэтрин Джонсон                 |
| 2008      | ф   | Рождество в Джерси                                       | A Jersey Christmas                             | Уэлсли                         |
| 2008      | с   | Закон и порядок: Специальный корпус                      | Law & Order: Special Victims Unit              | Анна / Натали Блирс            |
| 2009      | ф   | Штурмуя Вудсток                                          | Taking Woodstock                               | молодая женщина                |
| 2009      | ф   | Мой последний день с тобой                               | My Last Day with You                           | Эшли                           |
| 2009      | ф   | Просто любовь                                            | Love Simple                                    | Кит                            |
| 2009      | ф   | Простые сложности                                        | It's Complicated                               | Лорен Адлер                    |
| 2009      | кор | Движущиеся картинки                                      | Moving Pictures                                | Клодетт                        |
| 2009      | с   | Милосердие                                               | Mercy                                          | Эрика                          |
| 2010      | тф  | Наибольшие шансы на успех                                | Most Likely to Succeed                         |                                |
| 2010      | с   | Как преуспеть в Америке                                  | How to Make It in America                      | подруга Рейчел из Корпуса мира |
| 2010      | с   | Голубая кровь                                            | Blue Bloods                                    | Бенита                         |
| 2011      | ф   | Грязное кино                                             | Dirty Movie                                    | банковская кассирша            |
| 2011      | ф   | Девушки в опасности                                      | Damsels in Distress                            | Присс                          |
| 2011      | ф   | Новобрачные                                              | Newlyweds                                      | Кэти                           |
| 2011      | с   | Сплетница                                                | Gossip Girl                                    | Эпперли Лоренс                 |
| 2012      | ф   | Рождество Фитцджеральдов                                 | The Fitzgerald Family Christmas                | Конни Фитцджеральд             |
| 2012      | ф   | Как вода                                                 | Like the Water                                 | Чарли МакРилл                  |
| 2012      | кор | Тур расставания                                          | The Break-Up Tour                              |                                |
| 2013      | ф   | Общие друзья                                             | Mutual Friends                                 | Лив                            |
| 2013      | кор | Женщина в платье                                         | The Woman in the Dress                         | Джоанн                         |
| 2013—2016 | с   | Мастера секса                                            | Masters of Sex                                 | Либби Мастерс                  |
| 2014      | ф   | Взрослые новички                                         | Adult Beginners                                | Кэт                            |
| 2014      | ф   | Романтика Манхэттена                                     | Manhattan Romance                              | Тереза                         |
| 2015      | кор | Джим и Хелен навсегда                                    | Jim & Helen Forever                            | Тесса                          |
| 2015      | с   | Уокер                                                    | The Walker                                     | Мэгги                          |
| 2016      | ф   | Всегда сияй                                              | Always Shine                                   | Бет                            |
| 2016      | ф   | Милосердие                                               | Mercy                                          | Мелисса                        |
| 2016      | кор | Люди других людей                                        | Other People's People                          | Ванесса                        |
| 2016      | с   | Новенькая                                                | New Girl                                       | Дайан                          |
| 2016      | с   | Исправлять ошибки                                        | Rectify                                        | Хлоя                           |
| 2017      | ф   | Это — ваша смерть                                        | The Show                                       | Сильвия Роленд                 |
| 2017      | ф   | Кое-что на день рождения                                 | All I Wish                                     | Элисон                         |
| 2017      | с   | Реанимация                                               | Code Black                                     | доктор Гретхен Керр            |
| 2018      | ф   | Человек, который убил Гитлера, а затем Снежного человека | The Man Who Killed Hitler and Then the Bigfoot | Максин                         |
| 2018      | с   | Нереальный холостяк                                      | Unreal                                         | Серена Уолкотт                 |
| 2018—2019 | с   | Сладкая горечь                                           | Sweetbitter                                    | Симон                          |
| 2018—2019 | с   | Наследники                                               | Succession                                     | Табита Хейс                    |
| 2020      | ф   | Суд над чикагской семёркой                               | The Trial of the Chicago 7                     | агент ФБР Дафни О'Коннор       |
| 2021—2022 | с   | Станция Одиннадцать                                      | Station Eleven                                 | Элизабет                       |
| 2022      | тф  | Наше время                                               | Our Time                                       | Стелла Купер                   |
| 2022      | с   | Изобретая Анну                                           | Inventing Anna                                 | Мэгс                           |
| 2023      | кор | Неподвижность                                            | Stillness                                      | Роуз                           |
| 2024      | ф   | Потерявшийся в горах Мэна                                | Lost on a Mountain in Maine                    | миссис Рут Фендлер             |
|           | ф   | Над бездной                                              | Above the Below                                | Брукс                          |

### Кинопроизводство
| Год       | Название             | Оригинальное название | Примечание               |
| --------- | -------------------- | --------------------- | ------------------------ |
| 2012      | Как вода             | Like the Water        | сценарист                |
| 2013—2014 | Правда жизни         | True Life             | помощник производства    |
| 2017      | Миссис Дрейк         | Mrs. Drake            | режиссёр                 |
| 2019      | Возвышение Паркленда | Parkland Rising       | ассоциированный продюсер |

## Награды и номинации
| Год  | Премия                                          | Категория                                                                 | Работа                     | Результат |
| ---- | ----------------------------------------------- | ------------------------------------------------------------------------- | -------------------------- | --------- |
| 2017 | Фестиваль короткометражных фильмов NBCUniversal | Лучший короткометражный фильм                                             | Миссис Дрейк               | Номинация |
| 2017 | Фестиваль короткометражных фильмов в Милуоки    | Лучший режиссёр                                                           | Миссис Дрейк               | Победа    |
| 2021 | Премия «CinEuphoria»                            | Лучший ансамбль — Международный конкурс                                   | Суд над чикагской семёркой | Номинация |
| 2021 | Премия «Gold Derby»                             | Актёрский ансамбль                                                        | Суд над чикагской семёркой | Победа    |
| 2022 | Серебряное перо                                 | Лучший ансамбль мини-сериала, сериала-антологии или телевизионного фильма | Станция Одиннадцать        | Победа    |